# Tengeri (település)
Tengeri (horvátul: Tengarin) község Baranya vármegyében, a Sellyei járásban.

## Fekvése
A vármegye középső részén helyezkedik el, a Mecsek és a Villányi-hegység között.
A szomszédos települések: észak felől Baksa, kelet és dél felől Hegyszentmárton, délnyugat felől Bogádmindszent, északnyugat felől pedig Téseny.

### Megközelítése
Zsáktelepülésnek tekinthető, mivel jelenleg csak közúton közelíthető meg, s így is csak egy útvonalon: az 5801-es út Baksa és Bogádmindszent közötti részén délkeletnek kanyarodva, az 58 121-es számú mellékúton.

## Története
Baranya vármegye egyik legkisebb települése. A kelták által is lakott terület volt. A középkorban Baksai Izsép faluja terült el itt, tehát a szomszédos Baksa falu része volt. Első írásos említése Tengeren alakban 1428-ból ismert. A magyar lakosságú település a török korban sem pusztult el.
1851-ben Fényes Elek így írt a faluról: 
Tengerin, magyar falu, Baranya vmegyében, dombos fekvéssel, ut. p. Siklós. Határa 674 hold, mellyből urbéri szántó 312, rét 156, közös legelő 90; majorsági erdő 116 hold. Lakja 232 kath. F. u. gr. Batthyáni Gusztáv.
Jelenlegi nevét hatóságilag változtatták meg Tengerinről Tengerire 1909-ben.

## Közélete

### Polgármesterei
- 1990–1994: Kiss János (független)[4]
- 1994–1998: Kiss János (független)[5]
- 1998–2002: Tóth Jánosné (független)[6]
- 2002–2006: Tóth Jánosné (független)[7]
- 2006–2010: Tóth Jánosné (független)[8]
- 2010–2014: Tóth Jánosné (független)[9]
- 2015–2019: Nyaka Melinda (független)[10]
- 2019–2024: Nyaka Melinda (Fidesz-KDNP)[11]
- 2024– : Nyaka Melinda (Fidesz-KDNP)[1]

A településen a 2014. október 12-én megtartott önkormányzati választást követően, a polgármester-választás tekintetében nem lehetett eredményt hirdetni, mert az élen szavazategyenlőség alakult ki: a 42 érvényes szavazatból Tóth Jánosné addigi faluvezető és öt kihívójának egyike, Nyaka Melinda is 11-11 szavazatot szerzett. A holtverseny miatt szükségessé vált időközi polgármester-választást 2015. január 19-én tartották meg.

### Önkormányzata
A település a baksai körjegyzőséghez tartozik.
- Jegyző: dr. Hederics István

### A képviselő-testület tagjai
A 2010-es önkormányzati választás óta a településen (a polgármestert is beleértve) mindössze három tagú képviselő-testületet választhat a lakosság. 2010-ben a két megválasztott képviselő Böröcz József és Tóth Tibor lett (a képviselőségért 6 jelölt indult), 2014-ben a megválasztott képviselők Szilágyi Róbert és Tóth Tibor lettek, 9 jelölt közül. [Ez utóbbi választás érdekessége volt, hogy az élen hármas holtverseny alakult ki, ezért minden bizonnyal sorsolással dőlt el, hogy melyik két jelölt juthat mandátumhoz. Mindkét mandátumot szerzett képviselő elindult a polgármesteri posztért is, de ott nem voltak eredményesek.] A 2019-es önkormányzati választáson kettejükön kívül más nem is indult képviselő-jelöltként, így a választás eredményeként továbbra is képviselők maradhattak.

## Népesség
A település népességének változása:
| Lakosok száma | 55   | 48   | 52   | 45   | 47   | 56   | 54   | 61   |
|               | 2013 | 2014 | 2015 | 2019 | 2021 | 2022 | 2023 | 2024 |

A 2011-es népszámlálás során a lakosok 100%-a magyarnak, 2,2% cigánynak mondta magát (a kettős identitások miatt a végösszeg nagyobb lehet 100%-nál). A vallási megoszlás a következő volt: római katolikus 63%, református 6,5%, felekezeten kívüli 10,9% (19,6% nem nyilatkozott).
2022-ben a lakosság 94,6%-a vallotta magát magyarnak, 3,6% németnek, 1,8% egyéb, nem hazai nemzetiségűnek (5,4% nem nyilatkozott; a kettős identitások miatt a végösszeg nagyobb lehet 100%-nál). Vallásuk szerint 35,7% volt római katolikus, 1,8% református, 1,8% egyéb keresztény, 14,3% felekezeten kívüli (46,4% nem válaszolt).

## Nevezetességei
Az egyutcás falu eldugottan helyezkedik el, csendes vidéki település. Az utca mindkét oldalán öreg fenyősor áll. A falu közepén egy pici harangláb található. A temetőben évszázados sírok fekszenek.

## Külterületi részei
- Pálmajor (kihalt)
- Bódogmalom